# Wesley Hunt

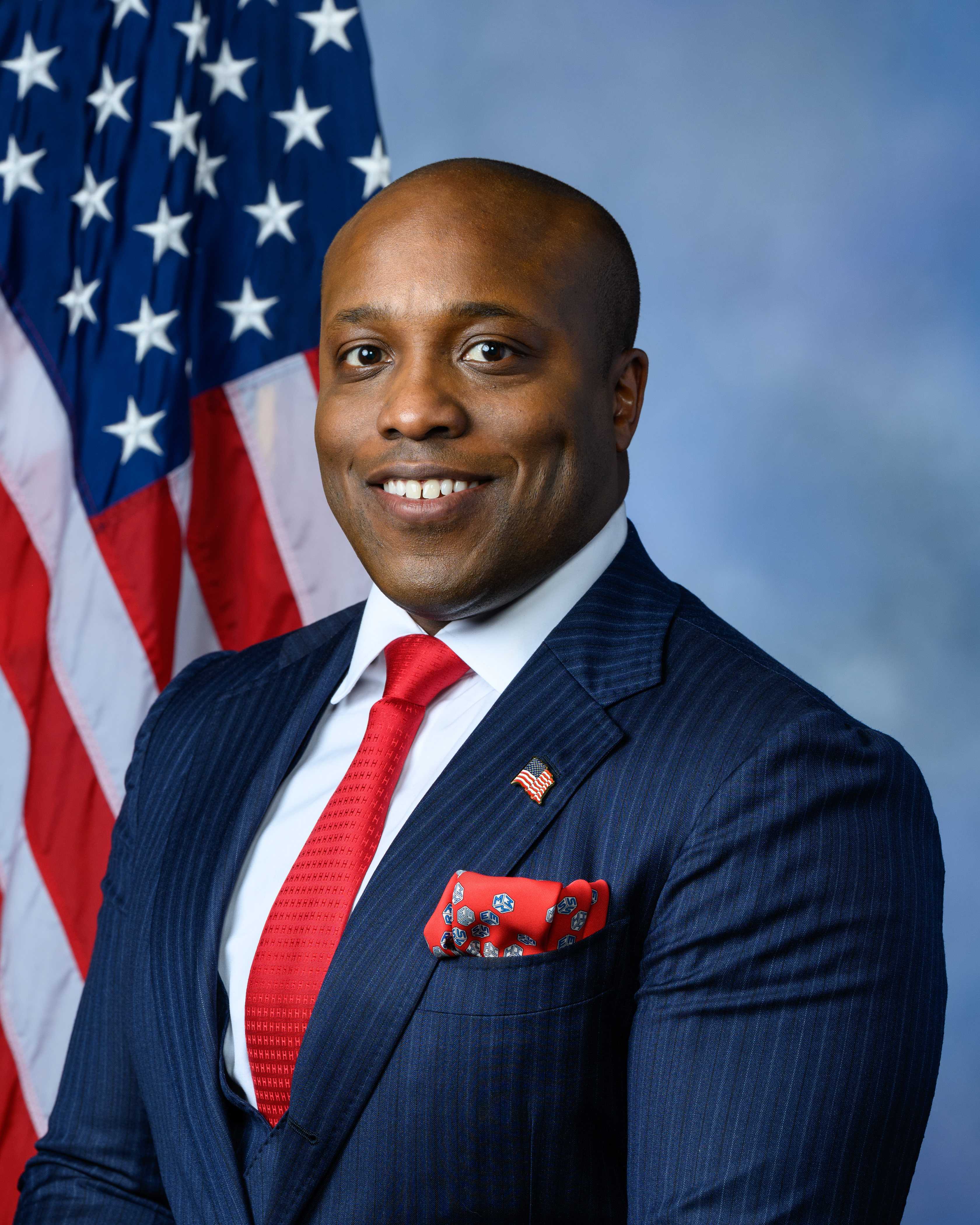
Wesley Hunt (2023)

Wesley Parish Hunt (* 13. November 1981 in Houston, Texas) ist ein US-amerikanischer Politiker und Veteran, der seit 2023 als Mitglied der Republikanischen Partei den Bundesstaat Texas durch den 38. Sitz im Repräsentantenhaus der Vereinigten Staaten vertritt. Hunt ist der erste Inhaber des 2023 eingeführten 38. Sitzes für Texas.

## Persönliches Leben und Ausbildung
Hunt wurde in Houston in einer Militärfamilie geboren und wuchs dort auf. Nach seinem Abschluss an der St. John’s School besuchte er die United States Military Academy, wo er 2004 einen Bachelor of Science in Führung und Management mit Maschinenbau erhielt. Zu seinen Klassenkameraden aus der West Point-Klasse von 2004 gehören die Repräsentantenhaus-Mitglieder John E. James und Pat Ryan. Hunt war beim Militär als Hubschrauberpilot des Boeing AH-64-Hubschraubers tätig. Er wurde einmal in Kampfmissionen im Irak und zweimal als diplomatischer Verbindungsoffizier in Saudi-Arabien eingesetzt. Hunt beendete seinen Militärdienst im Range eines Captains.
Nach seiner ehrenvollen Entlassung besuchte er die Cornell University und erwarb einen Master of Business Administration, einen Master of Public Administration und einen Master of Industrial and Labour Relations.
Ungefähr zur Zeit seiner Wahl in den Kongress brachte Hunts Frau Emily einen Sohn (Willie) als Frühgeburt zur Welt, wodurch die Familie eine Zeit lang auf der Neugeborenen-Intensivstation war. Dies zwang Hunt, die Wahl zum Sprecher des Repräsentantenhauses der Vereinigten Staaten 2023 am vierten Tag zu verlassen, wodurch er den zwölften und 13. Wahldurchgang verpasste. Er kehrte jedoch noch am selben Tag zurück und nahm an den folgenden Abstimmungen teil.
Hunt ist Baptist und gehört der Gemeinde der Champion Forest Baptist Church im Nordwesten von Houston an.

## Politische Karriere

### Repräsentantenhaus der Vereinigten Staaten
Hunt kandidierte bei den Wahlen zum Repräsentantenhaus der Vereinigten Staaten 2020 für den siebten Distrikt von Texas. In einem Feld von sechs Kandidaten gewann Hunt die republikanische Vorwahl mit 61 Prozent der Stimmen. Wesley Hunt hatte im Wahlkampf die Unterstützung Von Donald Trump, der zu seiner Wahl audited und der Wahlkampf in dem Distrikt wurde Von der Republikanischen Partei als einer der wichtigsten Wahlkämpfe in dem Wahljahr in Texas angesehen. Er verlor die Parlamentswahlen gegen die amtierende Demokratin Lizzie Fletcher. Hunt räumte den Sieg von Fletcher einen Tag nach der Wahl ein.
Einen Tag nachdem Karten mit neuen Distrikten enthüllt worden waren, kündigte Hunt seine Absicht an, im neuen, republikanischen geprägten, 38. Distrikt bei den Wahlen zum Repräsentantenhaus der Vereinigten Staaten 2022 zu kandidieren. Andrew Schneider von Houston Public Media schrieb, dass „staatliche GOP-Gesetzgeber einen neuen Distrikt, den 38. von Texas, speziell mit Blick auf [Hunt] geschaffen haben“. Hunt traf bei den Vorwahlen auf neun Gegner und erhielt über 55 Prozent der Stimmen. Er wurde von der Republican Main Street Partnership (PAC) unterstützt. Er besiegte den demokratischen Kandidaten Duncan Klussmann bei den Parlamentswahlen am 8. November mit 63 Prozent der Stimmen, wobei Klussmann 35 Prozent bekam.
Im Januar 2023, zu Beginn des 118. Kongresses der Vereinigten Staaten, unterstützte Hunt Kevin McCarthy bei seiner Kandidatur als Sprecher des Repräsentantenhauses der Vereinigten Staaten. Hunt ist Mitglied im United States House Committee on the Judiciary, im United States House Committee on Natural Resources und im United States House Committee on Small Business. Im United States House Committee on Small Business leitet er das United States House Small Business Subcommittee on Rural Development, Energy, and Supply Chains.
Hunt unterstützte den Wahlkampf von Donald Trump für die Präsidentschaftswahl in den Vereinigten Staaten 2024. WesleyHunt reiste während des Präsidentschaftswahlkampfs durch das Land, um Afroamerikaner für die Wahl Von Trump zu motivieren und sprach auf der Republican National Convention 2024.
In der Vorwahl zur Kongresswahl 2024 im März hatte Wesley Hunt in seinem eigenen Wahlkampf in dem 38. Kongresswahlbezirk keinen Herausforderer und setzte in der Hauptwahl im November die Demokratin Melissa McDonough mit 62,8 % durch.

#### Positionen
Im Jahr 2023 gehörte Hunt zu den 47 Republikanern, die für Resolution stimmten, die Präsident Joe Biden verpflichten sollte, die US-Truppen innerhalb von 180 Tagen aus Syrien abzuziehen.